# Thiên văn học neutrino

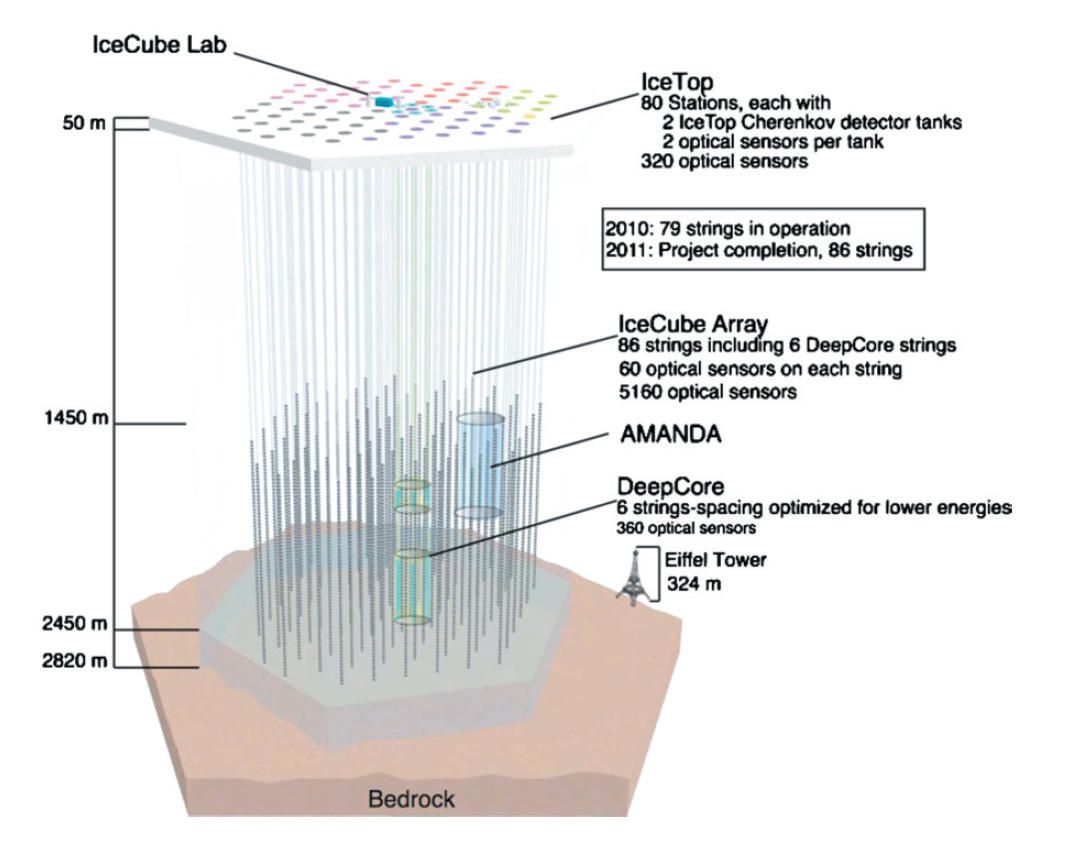
Sơ đồ hệ thống quan sát neutrino Icecube đặt tại Nam cực

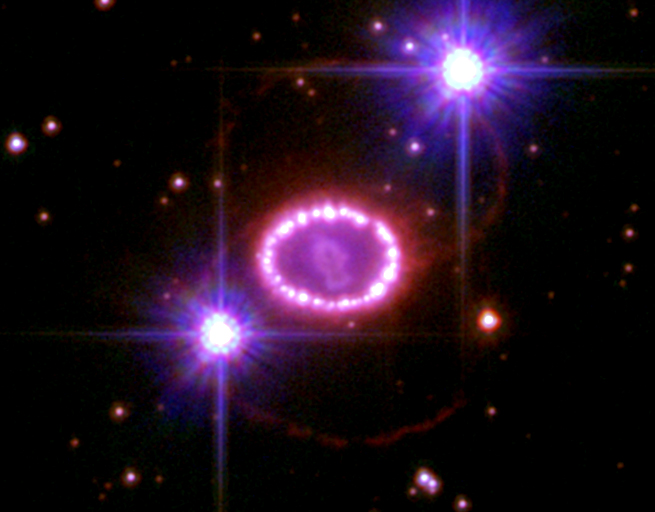
Hình ảnh neutrino của siêu tân tinh SN 1987A, một siêu tân tinh P-type II trong Large Magellanic Cloud, NASA.

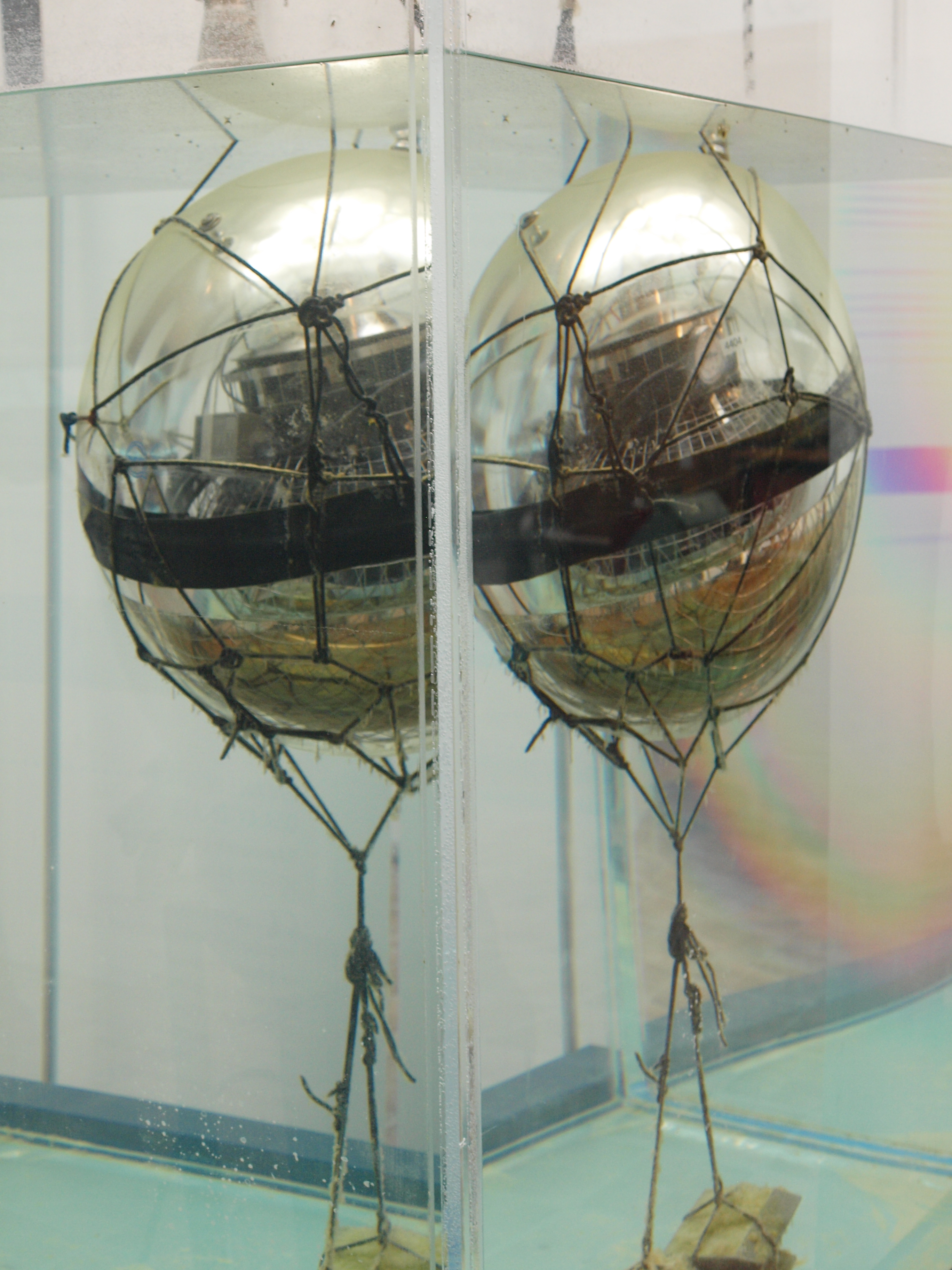
Một kính viễn vọng neutrino

Thiên văn học neutrino là một nhánh của thiên văn học và vật lý thiên văn, nghiên cứu các thiên thể có bức xạ neutrino. Neutrino sinh ra trong phản ứng hạt nhân mà trường hợp riêng là phân rã phóng xạ. Nó đang diễn ra trong lòng Mặt Trời và các ngôi sao, trong các lò phản ứng hạt nhân, hoặc khi các tia vũ trụ va chạm nguyên tử.
Neutrino là hạt vũ trụ tương tác yếu, do đó nó cung cấp một cơ hội duy nhất để quan sát các tiến trình khó có thể tiếp cận bằng các kính thiên văn thông thường. Mặt khác quan sát neutrino chỉ được thực hiện ở một vài trung tâm quan sát có hệ thống quan sát neutrino, là thiết bị có thể tích khối dò cực lớn và dùng đến các dụng cụ quan sát đắt tiền.
Nghiên cứu thiên văn neutrino vẫn còn ở trong giai đoạn trứng nước. Đến nay nó mới chỉ xác nhận nguồn neutrino ngoài Trái Đất là Mặt Trời và siêu tân tinh SN 1987A.

## Các quan sát và thiết bị
| Đài / Trạm quan sát                 | Vị trí                         | Thể tích khối dò | Độ phân giải góc | Dải năng lượng | Năm                  |
| ----------------------------------- | ------------------------------ | ---------------- | ---------------- | -------------- | -------------------- |
| Super-Kamiokande                    | Hida, Gifu, · Nhật Bản         | 50.000 m³        | 26°              | 108-1012 eV    | 1996-hiện nay        |
| Observatorio Pierre Auger           | Ciudad de Mendoza, Argentina   | 50.000 m³        | 2°               | 1017-1021 eV   | 2004-hiện nay        |
| Antarctic Impulse Transient Antenna | Trạm quan sát McMurdo, Nam cực | 1.000.000 m³     | 2°               | 1017-1021 eV   | 2006-2007. 2008-2009 |
| Telescopio ANTARES                  | Địa Trung hải                  | 0.05 km³         | 0.3°             | 10-1016 eV     | 2008-hiện nay        |
| IceCube                             | Nam cực                        | 1 km³            | 1°               | 1011-1021 eV   | 2010-hiện nay        |
| Extreme Universe Space Observatory  | ISS                            | 1 km³            | 2°               | 1019-1021 eV   | 2015 (ước tính)      |
| Baksan Neutrino Observatory         | Baksan, Nga                    | 3.000 m³         | ?                | ?              | 1977–hiện nay        |